# Andraegoidus translucidus
Andraegoidus translucidus is een keversoort uit de familie van de boktorren (Cerambycidae). De wetenschappelijke naam van de soort werd voor het eerst geldig gepubliceerd in 2011 door Botero & Monné M. L..